# Liohippelates pusio
Liohippelates pusio är en tvåvingeart som först beskrevs av Friedrich Hermann Loew 1872.  Liohippelates pusio ingår i släktet Liohippelates och familjen fritflugor. Inga underarter finns listade i Catalogue of Life.